# Dịch Luyện Hồng
Dịch Luyện Hồng (tiếng Trung: 易炼红; bính âm Hán ngữ: Yì Liàn Hóng; sinh tháng 9 năm 1959) là người Hán, chuyên gia kinh tế học và chính trị gia nước Cộng hòa Nhân dân Trung Hoa. Ông là Ủy viên Ủy ban Trung ương Đảng Cộng sản Trung Quốc khóa XX, Ủy viên dự khuyết khóa XIX. Ông từng là Bí thư Tỉnh ủy Chiết Giang, Bí thư Tỉnh ủy Giang Tây, Chủ nhiệm Ủy ban Thường vụ Nhân Đại kiêm Bí thư thứ nhất Quân ủy Quân khu Giang Tây; Phó Bí thư Tỉnh ủy, Bí thư Đảng tổ, Tỉnh trưởng Chính phủ Nhân dân tỉnh Giang Tây. Khởi đầu sự nghiệp từ tỉnh Hồ Nam, ông kinh qua các chức vụ Phó Hiệu trưởng Trường Đảng Tỉnh ủy Hồ Nam, Bí thư Thành ủy Nhạc Dương và Bí thư Thành ủy Trường Sa, trước khi chuyển công tác đến Thẩm Dương.
Dịch Luyện Hồng là Đảng viên Đảng Cộng sản Trung Quốc, học vị Cử nhân Chính trị, Thạc sĩ Kinh tế học và học hàm Giáo sư ngành kinh tế.

## Tiểu sử

### Xuất thân
Dịch Luyện Hồng sinh ra ở huyện Liên Nguyên, tỉnh Hồ Nam. Tháng 8 năm 1976, ông bắt đầu làm việc với tư cách là thanh niên về sống ở nông thôn thực hiện lao động chân tay ở hương Quế Hoa. Sau Cách mạng Văn hóa, Dịch Luyện Hồng theo học Đại học Sư phạm Hồ Nam và tốt nghiệp năm 1982 với bằng cấp về kinh tế chính trị. Tháng 7 năm 1982, ông trở thành thầy giáo tại Trường Cao đẳng Cơ sở Thiệu Dương. Sau một vài năm giảng dạy, tại Đại học Sư phạm Thiểm Tây, Dịch Luyện Hồng tiếp tục học kinh tế chính trị trường sau đại học. Tháng 6 năm 1985, ông gia nhập Đảng Cộng sản Trung Quốc.

### Giai đoạn đầu
Sau khi nhận bằng thạc sĩ năm 1987, Dịch Luyện Hồng được phân công làm việc tại Trường Đảng Tỉnh ủy Hồ Nam, nơi ông dạy kinh tế. Năm 1990, ông làm việc cho một nhà máy hóa chất ở Chu Châu với tư cách quản trị viên. Tháng 1 năm 1992, ông gia nhập Phòng nghiên cứu khoa học và công nghệ tại Trường Đảng Tỉnh ủy Hồ Nam. Tháng 9 năm 1994, ông được bổ nhiệm làm trợ lý Hiệu trưởng Trường Đảng Tỉnh ủy Hồ Nam. Tháng 9 năm 1995, ông được bổ nhiệm giữ chức Phó Hiệu trưởng Trường Đảng Tỉnh ủy Hồ Nam. Tháng 7 năm 2000, ông lại được thăng chức làm Phó Hiệu trưởng Thường trực Trường Đảng Tỉnh ủy Hồ Nam.
Tháng 5 năm 2004, Dịch Luyện Hồng được bổ nhiệm làm Bí thư Thành ủy Nhạc Dương, bước đột phá đầu tiên của ông vào vai trò lãnh đạo địa phương. Tháng 11 năm 2011, ông được bầu làm Ủy viên Ban Thường vụ Tỉnh ủy Hồ Nam và một tháng sau đảm nhận chức vụ Tổng Thư ký Tỉnh ủy Hồ Nam. Tháng 5 năm 2013, Dịch Luyện Hồng được bổ nhiệm giữ chức Bí thư Thành ủy Trường Sa. Tháng 7 năm 2017, ông được điều đến tỉnh Hắc Long Giang làm Bí thư Thành ủy Thẩm Dương, đây là lần chuyển công tác đầu tiên qua-tỉnh trong sự nghiệp của Dịch Luyện Hồng. Ngày 29 tháng 5 năm 2018, ông được bổ nhiệm làm Phó Bí thư Tỉnh ủy tỉnh Liêu Ninh. Tháng 10 năm 2017, ông tham gia đại hội đại biểu toàn quốc, được bầu làm Ủy viên dự khuyết Ủy ban Trung ương Đảng Cộng sản Trung Quốc khóa XIX tại Đại hội Đảng Cộng sản Trung Quốc lần thứ 19.

### Giang Tây, Chiết Giang
Chỉ sau hai tháng làm Phó Bí thư Tỉnh ủy Liêu Ninh, Dịch Luyện Hồng được bổ nhiệm làm Phó Bí thư Tỉnh ủy Giang Tây vào ngày 1 tháng 8 năm 2018 và ông cũng được bổ nhiệm làm quyền Tỉnh trưởng Chính phủ Nhân dân tỉnh Giang Tây vào ngày 6 tháng 8 năm 2018. Ngày 23 tháng 10 năm 2018, Dịch Luyện Hồng được bầu giữ chức vụ Tỉnh trưởng Chính phủ Nhân dân tỉnh Giang Tây. Tháng 10 năm 2021, ông được Ủy ban Trung ương Đảng Cộng sản Trung Quốc bổ nhiệm giữ chức Bí thư Tỉnh ủy Giang Tây, kế nhiệm Lưu Kỳ. Vào ngày 7 tháng 12, ông được miễn nhiệm vị trí ở Giang Tây, được điều sang Chiết Giang, kế nhiệm Ủy viên Cục Chính trị Viên Gia Quân để lãnh đạo tỉnh với chức vụ Bí thư Tỉnh ủy Chiết Giang.

## Công trình khoa học
Trong quá trình nghiên cứu khoa học, Dịch Luyện Hồng là tác giả một số tác phẩm về kinh tế, nông nghiệp, trong có nhiều công trình trong nhiệm kỳ ở Nhạc Dương.
- Dịch Luyện Hồng (1994), 社会主义经济热点、难点问题探析, Nhà xuất bản 中国商业, ISBN: 7-5621-2048-X.
- Dịch Luyện Hồng (1998), 健全市场经济条件下的农业保护体系, Nhà xuất bản 湖南人民, ISBN: 9787543818507.
- Dịch Luyện Hồng (1998), 通向高效农业之路, Nhà xuất bản 湖南教育.
- Dịch Luyện Hồng (2000), 现代市场农业论, Nhà xuất bản 湖南人民.
- Dịch Luyện Hồng (2001), 农业主产区农业结构调整理论与实证研究, Nhà xuất bản 湖南科学技术.
- Dịch Luyện Hồng (2002), 农业发展的新阶段新思考, Nhà xuất bản 湖南人民.
- Dịch Luyện Hồng (2008), 民本岳阳理念与实践, Nhà xuất bản 湖南人民.